# Теор
Теор (італ. Teor) — колишній муніципалітет в Італії, у регіоні Фріулі-Венеція-Джулія,  провінція Удіне. З 1 січня 2014 року Теор є частиною новоствореного муніципалітету Ривіньяно-Теор.
Теор розташований на відстані близько 450 км на північ від Рима, 65 км на захід від Трієста, 28 км на південний захід від Удіне.
Населення — 1943 особи (2012).

## Демографія
Населення за роками:

Станом на 31 грудня 2010 року в муніципалітеті офіційно проживало 159 іноземців з 26 країн, серед них 21 громадянин країн Євросоюзу та 5 громадян України.

## Уродженці
- Фульвіо Колловаті (*1957) — відомий у минулому італійський футболіст, захисник.

## Сусідні муніципалітети
- Палаццоло-делло-Стелла
- Поченія
- Ривіньяно
- Ронкіс